# Regulus goodfellowi
Regulus goodfellowi là một loài chim trong họ Regulidae.
Loài chim này thường sinh sống trong các cây thường xanh ở rừng lá kim cao hơn 2.000 m so với mực nước biển, mặc dù nó phổ biến nhất trên 2.500 m và có độ cao lên tới 3.700 m. Núi nơi sinh sống của nó bao gồm Alishan, Da Yu Ling, Hehuanshan, Yu Shan và các khu vực cao hơn của Anmashan. Chúng ưa thích cây lá kim, trong đó để thức ăn gia súc, và thường được tìm thấy trong tán rừng, nhưng đôi khi sẽ bay vào vào thảm thực vật thấp hơn.